# Made in Japan - Live at Parco Capello
Made in Japan - Live at Parco Capello è il primo album live di Elio e le Storie Tese pubblicato nel 2001. Sia nel titolo che nella grafica della copertina l'album si rifà al famoso live dei Deep Purple Made in Japan.

## Produzione
In realtà il disco non è stato registrato al Parco Capello (che, tra l'altro, non esiste, ma si tratta di una citazione della canzone Uomini col Borsello, contenuta nell'album Italyan, Rum Casusu Çikti) bensì in svariate occasioni live dal 1996 al 1999. La maggior parte delle canzoni, comunque, è tratta dal loro concerto del 31 agosto 1998 al teatro di Verdura di Palermo.
L'album è doppio e ogni disco ha un titolo che ricalcano frasi sentite ai botteghini per la vendita di biglietti. In realtà sulle facciate dei due CD i titoli sono invertiti e, invece di Può guardare sotto Fabio?, c'è Ha provato a guardare sotto Fabio?.
Il mondo di Paul Branigade è improvvisata, quindi gli animali elencati sono sempre diversi a ogni concerto. Zooma zooma baccalà è una cover del brano Angelina di Louis Prima.

## Tracce

### Side One: Dovrebbero esserci due accrediti
1. Me l'ha detto Michele (show intro) – 1:16
2. Cassonetto differenziato per il frutto del peccato – 4:36
3. Uomini col borsello (ragazza che limoni sola) – 5:41
4. Ocio ocio – 3:47
5. Né carne né pesce – 6:08
6. Servi della gleba – 8:44
7. Il vitello dai piedi di balsa – 3:31
8. Il vitello dai piedi di balsa (reprise) – 1:27
9. Paolo pum, Christian chock – 2:52
10. El Pube – 6:02
11. La terra dei cachi – 7:14

Durata totale: 51:18

### Side Two: Ha provato a guardare sotto Fabio?
1. Quando si parla di capitalismo, tutti hanno paura dell'armonica (show intro) – 0:57
2. Lo stato A, lo stato B – 4:35
3. Abbecedario – 3:08
4. John Holmes (una vita per il cinema) – 4:22
5. Milza – 3:48
6. Cara ti amo (risvolti psicologici nei rapporti fra giovani uomini e giovani donne) – 7:10
7. Il mondo di Paul Branigade – 2:27
8. Essere donna oggi – 5:08
9. Supergiovane – 8:17
10. Zooma zooma baccalà – 2:22
11. Tapparella – 10:22

Durata totale: 52:36

## Formazione
- Elio - voce, flauto traverso
- Rocco Tanica aka Tastierista René e Renato Tinca - tastiere, voce
- Cesareo - chitarra, voce, percussioni
- Faso aka Bassista Nick - basso, voce
- Christian Meyer - batteria, percussioni
- Feiez aka Paul Branigade - factotum (chitarra, basso, percussioni, tastiere, voce, sassofono)
- Mangoni - uomo immagine
- Jantoman - tastiere

### Altri musicisti
- Armonicista Filosofico Misterioso - armonica a bocca e voce in Me l'ha detto Michele e Quando si parla di capitalismo, tutti hanno paura dell'armonica
- Hanno partecipato ai concerti i seguenti artisti: Diego Abatantuono, Renzo Arbore, Ettore Armonica, Aldo, Claudio Baglioni, Luca Barbarossa, Alex Baroni, Claudio Bisio, Stefano Bollani, Fred Bongusto, Alberto Borsari, Giorgio Bracardi, I Camaleonti, Raffaella Carrà, Carmen Consoli, Paola Cortellesi, MC Costa, Maurizio Crozza, Alberto Crucitti, Lucio Dalla, Fabio De Luigi, Tullio De Piscopo, Ugo Dighero, Eugenio Finardi, Riccardo Fioravanti, Riccardo Fogli, Maxx Furian, Roberto Gatti, Irene Grandi, Roberto Gualdi, Sabina Guzzanti, Hermann & Airman, Alice ed Ellen Kessler, Mario Lavezzi, Luciano Ligabue, Lipstik, Mario Marenco, Gianni Morandi, Demo Morselli, Le Mystère des Voix Bulgaires, Naco, Neri per Caso, New Trolls, Stefano Nosei, Alessandro "Pacho" Rossi, Mauro Pagani, Paola & Chiara, Papa Winnie, Claudio Pascoli, la Premiata Forneria Marconi, Piero Pelù, Renato Pozzetto, Ghigo Renzulli, i Ricchi e Poveri, Massimo Riva, Claudio Rocchi, Graziano Romani, Claudio "Fidelio" Rossi, Enrico Ruggeri, Riz Samaritano, Carlos Santana, Sister Sledge, Skardy, Alberto Tafuri, James Taylor, Tenores di Neoneli, The Los Sri Lanka Parakramabahu Brothers, Paola Tovaglia, Alessandra Valsecchi, Giorgio Vanni, Ornella Vanoni, Roberto Vernetti, Peppe Vessicchio, Edoardo Vianello, Ike Willis, Rocco Siffredi.